# 簸川神社 (文京区)
簸川神社（ひかわじんじゃ）は東京都文京区千石にある神社である。旧小石川村の鎮守。
氷川神社の末社であるが、簸川と書く神社は非常に珍しい。

## 祭神
素盞嗚命（すさのおのみこと）、大己貴命（おおなむぢのみこと）、稲田姫命（いなだひめのみこと）の3神を祀る。

## 歴史
孝昭天皇3年（473年）の創建と伝えられる。源義家が祈願をしたとも伝えられる。
もとは当地より南東の水源地（現小石川植物園内）に鎮座していたが、承応年間（1652年～55年）に小石川白山御殿となり、当地へ遷座した。
江戸時代は氷川大明神と称し、別当・宗慶寺を有し、江戸七氷川に数えられた。明治に入ると氷川神社へ改称したが、大正時代に「氷川」は出雲国「簸川」に由来するという説から、簸川へ改めた。
東京大空襲で、本殿・社務所等が焼失、昭和33年（1958年）に再建されている。

## 交通
- 茗荷谷駅より徒歩9分（経路案内）。